# لي فاي (مجدفة)
لي فاي (بالصينية: 李斐)‏ هي مجدفة صينية، ولدت في 14 يناير 1973.

## وصلات خارجية
- لي فاي على موقع الاتحاد الدولي للتجديف (الإنجليزية)
- لي فاي على موقع أوليمبيديا (الإنجليزية)